# Die Berlin-Potsdamer Bahn
Die Berlin-Potsdamer Bahn ist ein Gemälde aus der frühen Schaffensphase von Adolph von Menzel aus dem Jahr 1847. Es stellt in einer den Impressionismus vorwegnehmenden Malweise einen Abschnitt der 1838 eröffneten Berlin-Potsdamer Eisenbahn südwestlich des Berliner Stadtzentrums dar. In der deutschen Malerei ist es das erste Gemälde, das einen Eisenbahnzug in der Landschaft darstellt. Seit 1899 gehört das Werk zur Sammlung der Berliner Alten Nationalgalerie.

## Beschreibung und Deutung
Das Bild stellt topografisch nicht ganz genau die Kurve nach Südwesten der damals noch eingleisigen Berlin-Potsdamer Bahn, der ersten Strecke in Preußen, in der Nähe des heutigen Gleisdreiecks dar. Standpunkt des Malers war in etwa die Erhebung in der Nähe der Schöneberger Großgörschenstraße südlich der Strecke. Die Gegend war damals noch unbebaut, aber bereits für die große Erweiterung Berlins vorgesehen und sah nach Aufgabe der landwirtschaftlichen und gärtnerischen Nutzung entsprechend öde aus. Dominiert wird das Bild im Mittelgrund durch eine überaus groß erscheinende dunkle Baumgruppe. Am Horizont ist die Silhouette des Berliner Stadtzentrums zu erkennen, die beiden Kuppeln sind der Deutsche und Französische Dom am Gendarmenmarkt, allerdings durch Menzels flüchtige Pinselführung nur angedeutet.
Menzel erkannte als erster Künstler in Deutschland diese Ödnis vor den Stadttoren in der beginnenden Industrialisierung mit ihrer Eisenbahn als Transport- und Reisemittel als malerisches Motiv. Das Bahngleis veränderte den ehemals ländlichen Raum. Die moderne Technik am Anfang der Industriellen Revolution wird positiv besetzt. Rauch, Dampf und Geschwindigkeit der Lokomotive mit ihrem Zug erzeugen in Menzels Bild ein beabsichtigtes atmosphärisches Zusammenwirken. Das rein Technische tritt in diesem Bild jedoch zugunsten der atmosphärischen Wirkung zurück. Das Bild steht damit im völligen Gegensatz zu einem von Menzels Malerfreund Karl Eduard Biermann im gleichen Jahr im Auftrag der Lokomotivfabrik Borsig geschaffenen Gemälde. Biermanns Bild zeigt in realistischer Weise nicht nur die qualmende Fabrik, sondern auch den Transport einer neuen Lokomotive mittels Pferdegespann auf dem Fabrikgelände, das damals noch keinen Gleisanschluss besaß (Die Borsigsche Maschinenbau-Anstalt, 1847, Stiftung Stadtmuseum Berlin).

## Hintergrund und Geschichte

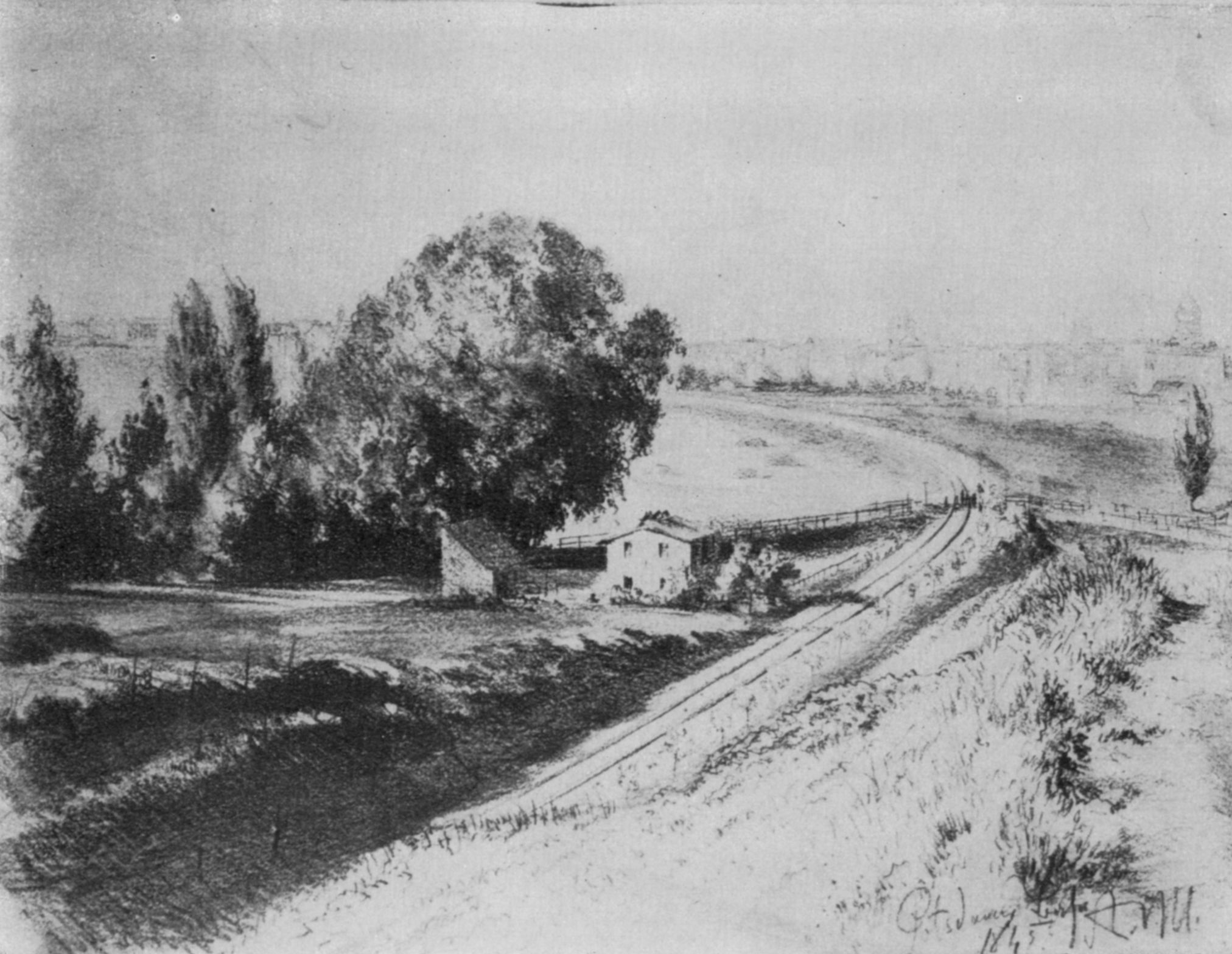
Bleistiftzeichnung von 1845, die als Vorstudie zum ausgeführten Gemälde gilt. Menzel stellt die Strecke ohne Zug dar, aber mit einer Personengruppe auf dem Bahnübergang

In den 1840er Jahren schuf Menzel mehrere Bilder zum Thema Eisenbahn, dazu gehört Blick auf den Anhalter Bahnhof im Mondschein (1846; Museum Oskar Reinhart, Winterthur). Im Berliner Kupferstichkabinett existiert eine Bleistiftzeichnung von 1845, die als Vorläufer und Studie für dieses Bild anzusehen ist, allerdings keinen Zug auf dem Gleis aufweist. Menzel kannte die Eisenbahn bereits seit den 1830er Jahren, als er Gelegenheit hatte, als Lithograf in der Werkstatt seines Vaters englische Eisenbahnmotive zu kopieren, die teilweise auf Vorbilder von Thomas Talbot Bury (1811 – 1877) beruhen. Menzel hatte als 17-Jähriger die Gelegenheit, eine Lithografie, die zwei englische Eisenbahnwagen zeigte, für das Berliner Kinderwochenblatt vom 7. Oktober 1832 zu zeichnen.
Das Gemälde ist die einzige Darstellung Menzels einer Eisenbahn in der Landschaft. Drei Jahre vorher entstand William Turners Bild Rain, Steam and Speed – The Great Western Railway (Londoner National Gallery), dessen Beschreibung Menzel wahrscheinlich kannte, denn es wurde in Berlin, wenn auch zurückhaltend, besprochen. Im Gegensatz zu Turner, dessen Bild romantisch-träumerisch die Realität ins Übernatürliche überhöht und in einer Vision mündet, bleibt Menzel aber prosaisch und bildet eine Situation ab. Später beschäftigte er sich, was die Eisenbahn betrifft, mit der Darstellung der Reisenden im Abteil in realistischer Manier, also seiner späteren Interieurmalerei. Beispiele sind Gähnender Herr im Eisenbahncoupé (1859, Pastellmalerei, Kupferstichkabinett Berlin) und eine Gouache mit dem Titel Auf der Fahrt durch schöne Natur von 1892 (Privatbesitz).
Adolph Menzel hatte in Potsdam einen Freund, den Militärarzt Wilhelm Puhlmann, den er öfter per Bahn besuchte und dem er dieses Bild übergab. Nach Puhlmanns Tod 1882 verkauften es seine Erben an den Bremer Druckgrafik-Sammler Hermann Henrich Meier junior, der es gegen Drucke und Lithografien aus Menzels Zyklus Die Armee Friedrichs des Grossen tauschte. Danach gelangte es in den Berliner Kunsthandel. Hugo von Tschudi, der Direktor der Berliner Nationalgalerie, war von Menzels Bild angetan und kaufte es 1899 von der Kunsthandlung R. Wagner als einziges aus dem Frühwerk des Künstlers, weil er erkannte, dass es sich um eine besondere Malerei handelte, die bereits die charakteristischen Elemente des späteren französischen Impressionismus, vorwegnahm. Das zeigt sich besonders im schnellen Pinselstrich, der keine realistischen Details zulässt, im Farbauftrag, vorwiegend Sepiabraun, der Lichtführung und in der leichten topografischen Ungenauigkeit der Komposition, die eine Identifizierung der einzelnen Gebäude erschwert. Tschudi beschrieb das Gemälde wie folgt:

„Vordergrund und die Baumgruppe in harzigem Braun auf weißem Grund, so daß das Weiß durchleuchtet. Rechts treten gelbe und rötliche Töne dazu. Die Bahnspur violettes Grau. Die Ebene links schmutziggrün, rechts braun. Die Häuser gewischtes helles Braunrot. Weißer Himmel mit grauen Wolken. – Bez. unten rechts: A. M. 1847.“

Julius Meier-Graefe schrieb 1906 zu dem Bild: „Man hat dem Bildchen in der ersten Freude mehr Reize zugeschrieben, als der Autor hineinlegte.“ Und fährt fort, „...wirkt im Vergleich mit der glatten Malerei bekannterer Bilder ungemein wohltuend; aber das Ganze ist doch zu ärmlich.“ Die heutige Kunstgeschichte sieht in dem Bild hingegen ein Meisterwerk, wenn auch in unterschiedlichen Interpretationen. Sigrid Achenbach hält das Bild für einen „Höhepunkt innerhalb der deutschen Kunst“. Entgegen den meisten anderen Ansichten, nach denen Adolph Menzel durchaus dem technischen Fortschritt und damit der Eisenbahn zugetan war, vertreten Hajo Düchting und Karin Sagner-Düchting die Auffassung, dass das Bild ein mit dem aufkommenden Industriezeitalter verbundenes „Unbehagen am technischen Fortschritt“ vermittelt.

## Ausstellungen (Auswahl)
- Internationale Kunstausstellung, Düsseldorf, Städtischer Kunstpalast, 1. Mai bis 23. Oktober 1904
- Jahrhundertausstellung deutscher Kunst, Ausstellung deutscher Kunst aus der Zeit von 1775–1875, Königliche National-Galerie Berlin Januar bis  Mai 1906[10]
- Adolph Menzel. Zum 120. Geburtstag und 30. Todestag des Künstlers. Preußischen Akademie der Künste, Nationalgalerie, Berlin, Februar bis März 1935
- Ein Jahrtausend Deutscher Kunst. Meisterwerke aus den Berliner Museen. Neues Museum und Landesmuseum, Wiesbaden, Juni bis August 1952
- Berliner Panorama. Kunsthaus, Zürich, April 1959 und Panorama Berlinois. Vu par les peintres 1750-1950. Galerie Creuze, Paris, 18. April bis 14. Mai 1961
- Adolph Menzel, 1815–1905, between romanticism and impressionism. National Gallery of Art, Washington, DC, 15. September 1996 bis 5. Januar 1997
- Menzel und Berlin. Eine Hommage. Kupferstichkabinett, Berlin, 11. März bis 5. Juni 2005
- Art in the Age of Steam. Walker Art Gallery, Liverpool, 18. April bis 10. August 2008